# Rd Ariffien
Raden Ariffien, crédité sous le nom Rd Ariffien (23 juin 1902 - 28 décembre 1976) est un réalisateur indonésien. Tout d'abord figure du nationalisme indonésien, il entra dans l'industrie cinématographique dans les années 1940. Durant sa carrière, qui s'étend sur 25 ans, il a collaboré à plus de 36 films. Il devint ensuite rédacteur en chef du magazine Varia.

## Biographie

### Jeunesse
Ariffien est né à Cimahi dans les Indes orientales néerlandaises le 23 juin 1902. Il a reçu une éducation élémentaire. À partir de 1903, il s'impliqua dans le nationalisme indonésien et le mouvement ouvrier, écrivant pour plusieurs journaux. Il passa trois ans en prison à la fin des années 1920 après avoir rejoint le Parti national indonésien puis une année supplémentaire entre 1930 et 1931. Il se consacra ensuite au théâtre,. Au milieu des années 1930, il rejoignit la troupe Bolero sous la direction d'Andjar Asmara. Après avoir quitté la troupe, il dirigea quelque temps de théâtre radiophonique.
En 1940, Ariffien coréalisa son premier film, Harta Berdarah, avec R. Hu pour Union Films,. L'année suivante, il réalisa Asmara Moerni avec pour acteur la figure nationaliste Adnan Kapau Gani. Le film fut globalement bien reçu par la critique. Il écrivit un autre film pour Star Film, Tjioeng Wanara, et réalisa Wanita dan Satria la même année.
À la suite de l'occupation japonaise des Indes néerlandaises à partir de 1942, Ariffien travailla avec le bureau culturel (Keimin Bunka Syidosyo) et réalisa deux films de propagande japonaise pour le studio Nippon Eigasha. L'historien du cinéma Misbach Yusa Biran suggère qu'il était en réalité l'assistant d'un Japonais appelé Bunjin Kurata. Le premier, Berdjoang, sortit en 1943 avec pour but d'inciter les Indonésiens à s'engager dans l'armée pour le Japon. Il s'agit du seul film produit en Indonésie pendant l'occupation. Le second, Keseberang, est sorti en 1944.

### Carrière après la libération
À la suite de la capitulation du Japon en 1945, Ariffien prit l'équipement de Nippon Eigasha et fuit vers Yogyakarta où il créa la société Berita Film Indonesia. À cette époque, la révolution nationale indonésienne était en marche et il se consacra aux actualités cinématographiques. Ariffien fit son retour à la fiction après la proclamation de l'indépendance avec le film Meratap Hati. Le milieu et la fin des années 1950 constituèrent sa période la plus productive. Il réalisa plus de la moitié de ses films sur cette période de six ans.
En 1958, Ariffien rejoignit Andjar Asmara au magazine Varia, en tant qu'assistant. Son activité de réalisateur diminua. En 1961, après la mort d'Andjar, Ariffien devint rédacteur en chef du magazine. Il réalisa son dernier film Takkan Lari Gunung Dikedjar en 1965. Il resta à son poste chez Varia jusqu'à sa mort.

## Filmographie
Arifien a participé à 36 films, en réalisant 33 (dont il scénarisa la majorité) ; il a également joué dans un film.

### Acteur
- Taufan (1952)

### Équipe technique
| - Harta Berdarah (Bloody Treasure; 1940) – Réalisateur - Asmara Moerni (Pure Passion; 1941) – Réalisateur et scénariste - Tjioeng Wanara (1941) – Scriptwriter - Wanita dan Satria (The Woman and the Hero; 1941) – Réalisateur - Berdjoang (Hope of the South; 1943) – Réalisateur et scénariste - Keseberang (To the Other Side; 1944; short film) – Réalisateur - Meratap Hati (Mourning the Heart; 1950) – Réalisateur - Budi Utama (1951) – Réalisateur - Rakjat Memilih (The People Choose; 1951) – Réalisateur - Dewi dan Pemilihan Umum (Dewi and the Election; 1954) – Réalisateur - Djakarta Diwaktu Malam (Jakarta at Night; 1954) – Réalisateur - Eulis Atjih (1954) – Réalisateur - Antara Tugas dan Tjinta (Between Duty and Love; 1954) – Réalisateur - Konde Tjioda (1954) – Réalisateur et scénariste - Lain Dulu Lain Sekarang (Different Then, Different Now; 1954) – Réalisateur et scénariste - Gado-gado Djakarta (A Mix of Jakarta; 1955) – Réalisateur, scénariste et directeur de la photographie - Gali Lobang Tutup Lobang (Dig and Cover Holes; 1955) – Réalisateur - Habis Manis Sepah Dibuang (1955) – Réalisateur | - Hanja Sepekan (Only a Week; 1955) – Scénariste - Hari Minggu (Sunday; 1955) – Réalisateur - Ratu Kentjana (1955) – Réalisateur and scénariste - Korupsi (Corruption; 1956) – Réalisateur - Pegawai Negeri (Civil Servant; 1956) – Réalisateur - Konsepsi Ajah (Father's Conception; 1957) – Réalisateur et scénariste - Apa jang Kunanti? (What am I Awaiting?; 1957) – Réalisateur et scénariste - Bunga dan Samurai (Flowers and Samurai; 1958) – Réalisateur et scénariste - Wanita Indonesia (Indonesian Women; 1958) – Réalisateur - Dibalik Dinding Sekolah (Behind the School Walls; 1961) – Réalisateur - Kumbang dan Bunga (Bee and the Flower; 1961) – Réalisateur - Limapuluh Megaton (Fifty Megatons; 1961) – Réalisateur - Dara Kembar (Twin Girls; 1960) – Réalisateur and scénariste - Kekota (To the City; 1960) – Réalisateur - Pendjual Koran (Paperboy; 1960) – Réalisateur et scénariste - Si Mamang (1960) – Réalisateur and scénariste - Takkan Lari Gunung Dikedjar (The Mountain Won't Run if Chased; 1965) – Réalisateur |